# IC 5090
IC 5090 ist eine Spiralgalaxie vom Hubble-Typ Sa im Sternbild Aquarius auf der Ekliptik. Sie ist schätzungsweise 425 Millionen Lichtjahre von der Milchstraße entfernt.
Das Objekt wurde am 8. Oktober 1895 vom Astronomen Herbert Couper Wilson entdeckt.